# Liste der finnischen Botschafter in der Türkei
Liste der finnischen Botschafter in der Türkei.

## Botschafter
| Ernennung Akkreditierung | Name                | Bemerkungen   | ernannt von           | akkreditiert während der Regierung von | Ende |
| ------------------------ | ------------------- | ------------- | --------------------- | -------------------------------------- | ---- |
| 1920                     | Väinö Tanner        | Sitz Bukarest | Kaarlo Juho Ståhlberg | Mustafa Kemal Pascha                   | 1923 |
| 1931                     | Pontus Artti        | Sitz Rom      | Pehr Evind Svinhufvud | Ali Fethi Bey                          | 1934 |
| 1934                     | Onni Talas          | Sitz Budapest | Pehr Evind Svinhufvud | Ali Fethi Bey                          | 1940 |
| 1940                     | Aarno Yrjö-Koskinen |               | Risto Ryti            | Refik Saydam                           | 1951 |
| 1951                     | Asko Ivalo          |               | Juho Kusti Paasikivi  | Adnan Menderes                         | 1954 |
| 1954                     | Bruno Kivikoski     |               | Juho Kusti Paasikivi  | Adnan Menderes                         | 1959 |
| 1959                     | Aaro Pakaslahti     |               | Urho Kekkonen         | Adnan Menderes                         | 1966 |
| 1966                     | Hans Ruben Martola  |               | Urho Kekkonen         | Suad Hayri Ürgüplü                     | 1967 |
| 1968                     | Åke Frey            |               | Urho Kekkonen         | Suad Hayri Ürgüplü                     | 1974 |
| 1974                     | Wilhelm Schreck     |               | Urho Kekkonen         | Bülent Ecevit                          | 1976 |
| 1977                     | Ulf-Erik Slotte     |               | Urho Kekkonen         | Süleyman Demirel                       | 1983 |
| 1983                     | Klaus Castrén       |               | Mauno Koivisto        | Turgut Özal                            | 1986 |
| 1986                     | Mauno Castrén       |               | Mauno Koivisto        | Turgut Özal                            | 1991 |
| 1991                     | Risto Kauppi        |               | Mauno Koivisto        | Tansu Çiller                           | 1995 |
| 1995                     | Jan Groop           |               | Martti Ahtisaari      | Tansu Çiller                           | 1997 |
| 1998                     | Björn Ekblom        |               | Martti Ahtisaari      | Mesut Yilmaz                           | 2000 |
| 2000                     | Garth Castrén       |               | Tarja Halonen         | Mustafa Bülent Ecevit                  | 2004 |
| 2004                     | Maria Serenius      |               | Tarja Halonen         | Recep Tayyip Erdoğan                   | 2008 |
| 2008                     | Kirsti Eskeinen     |               | Tarja Halonen         | Recep Tayyip Erdoğan                   |      |